# AK Istra Racing Team
Auto klub Istra Racing Team, hrvatski automobilistički klub iz Pazina. Uspješni članovi kluba su Dejan Jurasić, Albert Ivančić, Danijel Grubiša, Marino Poropat, Muhamedali Maksuti, Matej Žufić, Igor Janko, Doriano Milanović, Maurizio Cvitić, Sandro Miskić, Mauricio Bajerić i dr.
AK IRT organizira brdsku utrku Nagrada Pazin-Lindar.

## Vanjske poveznice
- Facebook AK Istra Racing Team
- Racing.hr  Arhivirana inačica izvorne stranice od 14. studenoga 2019. (Wayback Machine)